# NGC 3253
NGC 3253 (другие обозначения — UGC 5674, MCG 2-27-21, ZWG 65.43, IRAS10257+1257, PGC 30829) — спиральная галактика с перемычкой (SBbc) в созвездии Льва. Открыта Льюисом Свифтом в 1886 году.
Этот объект входит в число перечисленных в оригинальной редакции «Нового общего каталога».